# Alanna Ubach
Alanna Noel Ubach (Downey, 3 ottobre 1975) è un'attrice statunitense.

## Biografia
Il padre Rodolfo Ubach è portoricano, mentre la madre Sidna Gonzalez è messicana.
Esordisce giovanissima in un cortometraggio nel 1990 intitolato The Blue Men e successivamente diventa famosa con la serie Beakman's World. Dopo una lunga carriera sia cinematografica che televisiva si è dedicata al doppiaggio di alcune serie e film d'animazione.

## Filmografia

### Cinema
- Rollerblades - Sulle ali del vento (Airborne), regia di Rob S. Bowman (1993)
- Sister Act 2 - Più svitata che mai (Sister Act 2: Back in the Habit), regia di Bill Duke (1993)
- Mezzo professore tra i marines (Renaissance Man), regia di Penny Marshall (1994)
- Hits!, regia di William R. Greenblatt (1994)
- The Brady Bunch Movie, regia di Betty Thomas (1995)
- Hello Denise! (Denise Calls Up), regia di Hal Salwen (1995)
- Virtuality (Virtuosity), regia di Brett Leonard (1995)
- Freeway - No Exit (Freeway), regia di Matthew Bright (1996)
- È solo l'amore che conta (Love Is All There Is), regia di Joseph Bologna (1996)
- Layn' Low, regia di Danny Leiner (1996)
- Just Your Luck, regia di Gary Auerbach (1996)
- Fine della corsa (Trading Favors), regia di Sondra Locke (1997)
- Clockwatchers, regia di Jill Sprecher (1997)
- Pink as the Day She Was Born, regia di Steve Hall (1997)
- All of It, regia di Jody Podolsky (1998)
- Enough Already, regia di Tom Keenan (1999)
- The Sterling Chase, regia di Tanya Fenmore (1999)
- The Big Day, regia di Ian McCrudden (1999)
- Blue Moon, regia di John A. Gallagher (2000)
- Shriek - Hai impegni per venerdì 17? (Shriek If You Know What I Did Last Friday the Thirteenth), regia di John Blanchard (2000)
- Slice & Dice, regia di Rod McCall (2000)
- La rivincita delle bionde (Legally Blonde), regia di Robert Luketic (2001)
- The Perfect You, regia di Matthew Miller (2002)
- Una bionda in carriera (Legally Blonde 2: Red, White & Blonde), regia di Charles Herman-Wurmfeld (2003)
- Wasabi Tuna, regia di Lee Friedlander (2003)
- Nobody Know Anything!, regia di William Tannen (2003)
- Mi presenti i tuoi? (Meet the Fockers), regia di Jay Roach (2004)
- Herbie - Il super Maggiolino (Herbie: Fully Loaded), regia di Angela Robinson (2005)
- Waiting..., regia di Rob McKittrick (2005)
- Open Window, regia di Mia Goldman (2006)
- Hard Scarmbled, regia di David Scott Hay (2006)
- Equal Opportunity, regia di Howard Duy Vu (2007)
- Jekyll, regia di Scott Zakarin (2007)
- Still Waiting..., regia di Jeff Balis (2009)
- Stuntmen, regia di Eric Amadio (2009)
- Screwball: The Ted Whitefield Story, regia di Tommy Reid (2010)
- Losing Control, regia di Valerie Weiss (2011)
- Bad Teacher - Una cattiva maestra (Bad Teacher), regia di Jake Kasdan (2011)
- Should've Been Romeo, regia di Marc Bennett (2012)
- Ghost Movie (A Haunted House), regia di Michael Tiddes (2013)
- Garbage, regia di Phil Volken (2013)
- August Falls, regia di Sam Hancock (2014)
- Fino all'osso (To the Bone), regia di Marti Noxon (2017)
- Gloria Bell, regia di Sebastián Lelio (2018)
- Bombshell - La voce dello scandalo (Bombshell), regia di Jay Roach  (2019)
- Venom: The Last Dance, regia di Kelly Marcel (2024)

### Televisione
- Beakman's World – serie TV, 26 episodi (1992-1993)
- E.R. - Medici in prima linea (ER) – serie TV, episodio 1x14 (1995)
- West Wing - Tutti gli uomini del Presidente (The West Wing) - serie TV, episodio 3x13 (2002)
- Eli Stone – serie TV, episodi 1x05-1x11-2x13 (2008-2009)
- Men of a Certain Age – serie TV, 6 episodi (2009-2011)
- Hung - Ragazzo squillo (Hung) – serie TV, 10 episodi (2009-2011)
- My Manny – serie TV, 10 episodi (2009)
- Little in Common, regia di Adam Bernstein – film TV (2011)
- Un papà da Oscar (See Dad Run) – serie TV, 55 episodi (2012-2015)
- Californication – serie TV, episodi 6x03-6x06-6x09 (2013)
- Girlfriends' Guide to Divorce – serie TV, 38 episodi (2015-2018)
- American Horror Story – serie TV, episodio 5x12 (2016)
- Hand of God - serie TV, 4 episodi (2017)
- Snowfall – serie TV, episodi 2x01-2x06-2x08 (2018)
- Euphoria – serie TV (2019-in corso)
- L'assistente di volo - The Flight Attendant (The Flight Attendant) – serie TV, 3 episodi (2022)
- Ted – serie TV (2024)
- The Last of Us – serie TV, episodi 2x04-2x05 (2025)

### Doppiaggio
- Teamo Supremo – serie TV, 15 episodi (2002-2004)
- Ozzy & Drix – serie TV, 23 episodi (2002-2004)
- Brandy & Mr. Whiskers – serie TV, 35 episodi (2004-2006)
- El Tigre – serie TV, 28 episodi (2007-2008)
- The Spectacular Spider-Man – serie TV, 19 episodi (2008-2009)
- Pound Puppies – serie animata, 65 episodi (2010-2013)
- Kaijudo: Rise of the Duel Masters – serie TV, 12 episodi (2012-2013)
- Coco, regia di Lee Unkrich e Adrian Molina (2017)
- Crossing Swords – serie animata, 10 episodi (2020-in corso)
- Monsters & Co. la serie - Lavori in corso! (Monsters at Work) – serie animata, 10 episodi (2021)

## Doppiatrici italiane
Nelle versioni in italiano delle opere in cui ha recitato, Alanna Ubach è stata doppiata da:
- Laura Lenghi in Hello Denise!, Freeway - No Exit
- Laura Latini ne La rivincita delle bionde, Una bionda in carriera
- Georgia Lepore in Sister Act 2 - Più svitata che mai
- Myriam Catania in Mezzo professore tra i marines
- Sabrina Duranti in The Closer
- Emanuela D'Amico in CSI: NY
- Tatiana Dessi in The Mentalist
- Daniela Calò in Hand of God
- Rossella Acerbo in Ghost Movie
- Chiara Francese in Un papà da Oscar
- Giò Giò Rapattoni in Girlfriends' Guide to Divorce
- Irene Di Valmo in Gloria Bell
- Laura Boccanera in Bombshell - La voce dello scandalo
- Emanuela Baroni in Snowfall
- Claudia Catani in Euphoria
- Laura Romano in Venom: The Last Dance
- Alessandra Cassioli in The Last of Us

Da doppiatrice sostituita da:
- Letizia Ciampa in Teamo Supremo
- Laura Romano in Brandy & Mr. Whiskers
- Franca D'Amato in Coco
- Emanuela Baroni in Monsters & Co. la serie - Lavori in corso!
- Simona Biasetti in Pound Puppies
- Davide Garbolino in El Tigre
- Renato Novara in Ozzy & Drix
- Claudia Catani ne I racconti delle Tartarughe Ninja
- Daniela Calò in Monsters & Co. La serie - Lavori in corso!